# Manfred Berger (Sänger)
Manfred Berger (* 21. Dezember 1942 in Wolfenbüttel; † 20. Oktober 2023) war ein deutscher Schlagersänger.
Berger erlernte den Beruf des Schlossers und Elektroschweißers. Beim „Festival der Unbekannten“ in Hannover gewann er den „Silbernen Bonny“. Daraufhin erhielt er von Decca einen Schallplattenvertrag. „Träum heut’ und küss mich morgen“ (B-Seite: „Für eine Liebelei“) war der erste Erfolg, der es nicht nur in die Hitparaden schaffte, sondern auch auf den Sampler „Hit 67 – Die große Star- und Schlager-Parade“. Mit „Morgen schon“ (B-Seite: „Sag nicht goodbey“) erschien die zweite Single. Nachfolgend blieb der große Erfolg aus und Berger zog sich ins Privatleben zurück. Mit seiner „Manfred Bergers Tanz- und Showband“ war er noch in den 1970er-Jahren fast wöchentlich von Mittwoch bis Samstag musikalisch im Einsatz. Berger betrieb die Kult- und Hüttenkneipe Schneewittchen in Altenau/Harz.